# U Got the Look
U Got the Look is een nummer van de Amerikaanse muzikant Prince. Het is de derde single van zijn negende studioalbum Sign o' the Times uit 1987. Op 14 juli van dat jaar werd het nummer op single uitgebracht.
Op dit nummer zingt ook Sheena Easton mee, maar zij staat niet vermeld op de credits. "U Got the Look" werd in diverse landen een hit. Zo werd in thuisland de Verenigde Staten de 2e positie bereikt in de Billboard Hot 100. In Canada werd de 22e positie bereikt en in het Verenigd Koninkrijk werd de 11e positie in de UK Singles Chart bereikt.
In Nederland werd de plaat veel gedraaid op Radio 3 en werd een radiohit in de destijds twee hitlijsten op de nationale publieke popzender. De plaat bereikte de 17e positie in de Nederlandse Top 40 en de 11e positie in de Nationale Hitparade Top 100. In de Europese hitlijst op Radio 3, de TROS Europarade, werd géén notering behaald aangezien deze lijst op 25 juni 1987 voor de laatste keer werd uitgezonden. 
In België bereikte de plaat de 14e positie in de Vlaamse Ultratop 50 en de 15e positie in de Vlaamse Radio 2 Top 30. 